# Lužec (zámek)
Lužec je původně barokní a později romanticky přestavěný zámek v Ústeckém kraji v okresu Louny. Stojí ve stejnojmenné vesnici asi 3 km jihozápadně od Vroutku. Je chráněn jako kulturní památka.

## Historie
Na místě zámku stávala rytířská tvrz zmiňovaná roku 1447 v majetku Ojíře z Očedělic, jejíž existence byla potvrzena během rekonstrukce hospodářské budovy (čp. 2) v letech 2008–2010. Ojířův syn Pechanec, který mimo jiné zdědil vintířovský statek, připojil Lužec k lubeneckému panství. Lužecký statek potom zůstal součástí větších majetků. Teprve roku 1577 bylo panství s tvrzí Mikulášem z Lobkovic zastaveno Jindřichu Brozanskému z Vřesovic. Od něj ho získal Adam Ferdinand Údrčský z Údrče, který zde po roce 1597 nechal zřídit poplužní dvůr, který je poprvé zmíněn v pobělohorské konfiskační listině.
Panství potom v roce 1627 od královské komory koupil za 9 292 míšeňských Jan Ludvík Neslinger ze Selchengrabu, jehož potomek Franz Rudolf Neslinger zde někdy po roce 1664 nechal postavit raně barokní zámek. Ten od něj již roku 1670 koupil Kryštof Štampach ze Štampachu, jehož rod zámek vlastnil až do roku 1830, kdy jej zdědila Marie Pachtová, rozená ze Štampachu. Ta nechala zámek rozšířit a založit anglický park. Po její smrti panství společně koupili Johann Anton ze Starku a Johann Riedl von Riedenstein. Roku 1855 Johann Riedel odkoupil Starkův podíl, ale o tři roky později zemřel a jeho dědici prodali roku 1868 panství Josefině Bärenreitherové. Josef Maria Bärenreither zámek přestavěl v historizujícím romantickém slohu. Od konce 19. století se na zámku vystřídalo několik majitelů: anglický konzul Frederic Quitton de Saint Quentin, dále Geza Schiffmann a Zdeněk Stopka. Poslední majitelé, manželé Fišerovi, zámek koupili roku 1918.
Po druhé světové válce byl zámek na základě zákona 142/1947 zabaven a roku 1951 ho získal lubenecký státní statek, který ho používal jako ubytovnu, ale neudržoval ho. Opravou prošel až roku 1967 před tím, než zde František Vláčil natáčel film Adelheid. Poté zámek sloužil jako sklad obilí a dále chátral. Rekonstrukce započal nový majitel až v roce 2008.

## Stavební podoba
Zámecký areál má přibližně čtvercový tvar. V severní části stojí hlavní patrová zámecká budova se sedlovou střechou, ze které ve střední části budovy vystupovala osmiboká věžička. Vstup do patra zámku z nádvoří umožňuje předsazené dřevěné schodiště. Na západní straně k zámecké budově přiléhá patrové hospodářské křídlo. V rohu mezi ním a zámkem je vložena romantická válcová věž ukončená cimbuřím postavená po roce 1908. Na východní straně stojí obytná, původně hospodářská, budova. Část východní strany je bez zástavby. Na jihu nádvoří uzavírá zeď s bránou. Ze severní strany přiléhá k zámku zanedbaný anglický park.